# Университет Ренн I
Университет Ренн I (фр. Université de Rennes 1) — французский университет, расположенный в городе Ренн, Франция.

## Факультеты
- Права и политических наук
- Экономика
- Физика
- Химия
- Математика
- Информатика
- Медицина
- Фармакология